# Danh sách đĩa nhạc của Lena Meyer-Landrut
Đây là danh sách đĩa nhạc của nữ ca sĩ người Đức Lena Meyer-Landrut, bao gồm 3 album phòng thu, 7 đĩa đơn, và sáu bản kĩ thuật số.
Lena Meyer-Landrut bắt đầu sự nghiệp ca hát của mình sau khi chiến thắng Unser Star für Oslo (Our Star for Oslo), một chương trình truyền hình nhằm chọn ra thí sinh người Đức tham dự cuộc thi Eurovision Song Contest 2010. Với ba ca khúc đầu tiên của mình trong đêm chung kết là ("Bee", "Satellite" và "Love Me"), cô thiết lập một kỉ lục vô tiền khoáng hậu là ra mắt với ba ca khúc đều nằm trong Top 5 của BXH đĩa đơn ở Đức. "Satellite" ra mắt tại vị trí cao nhất trong BXH và nhận được 2 chứng nhận Đĩa Bạch Kim. "Satellite" cũng giành được No.1 tại Đan Mạch, Phần Lan, Na Uy, Thụy Điển, Thụy Sĩ và BXH đĩa đơn European Hot 100. Thạng/2010, Lena phát hành album phòng thu đầu tay My Cassette Player, ra mắt tại vị trí cao nhất tại BXH Album của Đức và Áo, và No.3 tại Thụy Sĩ. Album đã nhận được 5 chứng nhận Đĩa Vàng nhờ thành tích bán được hơn 500.000 bản. Đĩa đơn chính thức thứ hai trích từ album, "Touch a New Day", ra mắt tại vị trí No.13 tại Đức và No.26 tại Áo.
Album thứ hai của Lena, Good News, được phát hành vào tháng 02/2011 và ngay lập tức ra mắt tại vị trí cao nhất tại Đức. Đĩa đơn được phát hành đầu tiên của album được giới thiệu thông qua chương trình truyền hình Unser Song für Deutschland với tựa đề "Taken by a Stranger".
Ngày 01/8, Lena thông báo qua tài khoản Twitter cô sẽ phát hành đĩa đơn "Stardust", ca khúc đầu tiên trong album mới cùng tên của cô. Đĩa đơn được phát hành vào ngày 21 tháng 9 và nhận được chứng nhận Đĩa Vàng sau khi bán được hơn 150.000 bản Album được phát hành vào ngày 12 tháng 10 và giành được No.2 BXH Album Đức trong tuần đầu.

## Album

### Album phòng thu
| Tựa đề                                                                           | Chi tiết                                                                                               | Vị trí cao nhất trên bảng xếp hạng | Vị trí cao nhất trên bảng xếp hạng | Vị trí cao nhất trên bảng xếp hạng | Vị trí cao nhất trên bảng xếp hạng | Vị trí cao nhất trên bảng xếp hạng | Vị trí cao nhất trên bảng xếp hạng | Vị trí cao nhất trên bảng xếp hạng | Vị trí cao nhất trên bảng xếp hạng | Vị trí cao nhất trên bảng xếp hạng | Chứng nhận      |
| Tựa đề                                                                           | Chi tiết                                                                                               | GER                                | AUT                                | BEL (FLA)                          | DEN                                | FIN                                | GRE                                | NOR                                | SWE                                | SWI                                | Chứng nhận      |
| -------------------------------------------------------------------------------- | --- | ---------------------------------- | ---------------------------------- | ---------------------------------- | ---------------------------------- | ---------------------------------- | ---------------------------------- | ---------------------------------- | ---------------------------------- | ---------------------------------- | --------------- |
| My Cassette Player                                                               | - Phát hành: 01 tháng 5 năm 2010 - Hãng: USFO, Universal Music - Định dạng: CD, kĩ thuật số            | 1                                  | 1                                  | 54                                 | 40                                 | 43                                 | 4                                  | 7                                  | 5                                  | 3                                  | - GER: 5× Vàng  |
| Good News                                                                        | - Phát hành: 08 tháng 02, 2011 - Hãng: USFO, Universal Music - Định dạng: CD, kĩ thuật số              | 1                                  | 7                                  | —                                  | —                                  | —                                  | —                                  | —                                  | —                                  | 15                                 | - GER: Bạch Kim |
| Stardust                                                                         | - Phát hành: 12 tháng 10 năm 2012 - Hãng: USFO, Universal Music - Định dạng: CD, kĩ thuật số, đĩa than | 2                                  | 14                                 | —                                  | —                                  | —                                  | —                                  | —                                  | —                                  | 31                                 | - GER: Vàng     |
| Crystal Sky                                                                      | - Phát hành: 15 tháng 5 năm 2015 - Hãng: USFO, Universal Music - Định dạng: CD, kĩ thuật số, đĩa than  | —                                  | —                                  | —                                  | —                                  | —                                  | —                                  | —                                  | —                                  | —                                  |                 |
| "—" ký hiệu thể hiện rằng ca khúc không được xếp hạng hoặc không được phát hành. | |                                    |                                    |                                    |                                    |                                    |                                    |                                    |                                    |                                    |                 |

### Album video
| Tựa đề         | Chi tiết |
| -------------- | --- |
| Good News Live | - Phát hành: 09 tháng 5 năm 2011 - Hãng: USFO, Universal Music - DVD được thu hình trực tiếp vào ngày 15 tháng 4 năm 2011 tại Festhalle, Frankfurt am Main |

## Đĩa đơn

### Đĩa đơn
| Năm                                                                              | Đĩa đơn                | Vị trí cao nhất trên bảng xếp hạng | Vị trí cao nhất trên bảng xếp hạng | Vị trí cao nhất trên bảng xếp hạng | Vị trí cao nhất trên bảng xếp hạng | Vị trí cao nhất trên bảng xếp hạng | Vị trí cao nhất trên bảng xếp hạng | Vị trí cao nhất trên bảng xếp hạng | Vị trí cao nhất trên bảng xếp hạng | Vị trí cao nhất trên bảng xếp hạng | Vị trí cao nhất trên bảng xếp hạng | Chứng nhận (chứng nhận doanh số)                          | Album              |
| Năm                                                                              | Đĩa đơn                | GER                                | AUT                                | BEL (FLA)                          | DEN                                | FIN                                | NLD                                | NOR                                | SWE                                | SWI                                | UK                                 | Chứng nhận (chứng nhận doanh số)                          | Album              |
| -------------------------------------------------------------------------------- | ---------------------- | ---------------------------------- | ---------------------------------- | ---------------------------------- | ---------------------------------- | ---------------------------------- | ---------------------------------- | ---------------------------------- | ---------------------------------- | ---------------------------------- | ---------------------------------- | --------------------------------------------------------- | ------------------ |
| 2010                                                                             | "Satellite"            | 1                                  | 2                                  | 4                                  | 1                                  | 1                                  | 5                                  | 1                                  | 1                                  | 1                                  | 30                                 | - GER: 2× Bạch Kim - DK: Vàng - SWE: Vàng - SWI: Bạch Kim | My Cassette Player |
| 2010                                                                             | "Touch a New Day"      | 13                                 | 26                                 | —                                  | —                                  | —                                  | —                                  | —                                  | —                                  | —                                  | —                                  |                                                           | My Cassette Player |
| 2011                                                                             | "Taken by a Stranger"  | 2                                  | 18                                 | 24 [A]                             | —                                  | —                                  | 92                                 | —                                  | —                                  | 29                                 | 117                                |                                                           | Good News          |
| 2011                                                                             | "What a Man"           | 21                                 | —                                  | —                                  | —                                  | —                                  | —                                  | —                                  | —                                  | —                                  | —                                  |                                                           | N/A                |
| 2012                                                                             | "Stardust"             | 2                                  | 14                                 | —                                  | —                                  | —                                  | —                                  | —                                  | —                                  | 74                                 | —                                  | - GER: Vàng                                               | Stardust           |
| 2013                                                                             | "Neon (Lonely People)" | 38                                 | —                                  | —                                  | —                                  | —                                  | —                                  | —                                  | —                                  | —                                  | —                                  |                                                           | Stardust           |
| 2013                                                                             | "Mr. Arrow Key"        | 46                                 | —                                  | —                                  | —                                  | —                                  | —                                  | —                                  | —                                  | —                                  | —                                  |                                                           | Stardust           |
| 2015                                                                             | "Traffic Lights"       | 14                                 | 73                                 | 99 [B]                             | —                                  | —                                  | —                                  | —                                  | —                                  | —                                  | —                                  |                                                           | Crystal Sky        |
| "—" ký hiệu thể hiện rằng ca khúc không được xếp hạng hoặc không được phát hành. |                        |                                    |                                    |                                    |                                    |                                    |                                    |                                    |                                    |                                    |                                    |                                                           |                    |

A ^  Đứng chứ 26 trên BXH chính thức Ultratop 50 của Bỉ, nhưng đứng 24 trên BXH Ultratip, bao gồm cả Airplay và doanh số.
B ^  Không xuất hiện trên BXH chính thức Ultratop 50 của Bỉ, nhưng xuất hiện trên BXH Ultratip, bao gồm cả Airplay và doanh số.

### Ca khúc đi kèm
| Năm  | Tựa đề    | Vị trí cao nhất trên bảng xếp hạng | Vị trí cao nhất trên bảng xếp hạng | Vị trí cao nhất trên bảng xếp hạng | Album              |
| Năm  | Tựa đề    | GER                                | AUT                                | SWI                                | Album              |
| ---- | --------- | ---------------------------------- | ---------------------------------- | ---------------------------------- | ------------------ |
| 2010 | "Bee"     | 3                                  | 26                                 | 27                                 | My Cassette Player |
| 2010 | "Love Me" | 4                                  | 28                                 | 39                                 | My Cassette Player |

### Các ca khúc khác lọt vào BXH
| Năm  | Tựa đề              | Vị trí cao nhất trên BXH | Ghi chú                    |
| Năm  | Tựa đề              | GER                      | Ghi chú                    |
| ---- | ------------------- | ------------------------ | -------------------------- |
| 2011 | "Push Forward"      | 15                       | Nằm trong album Good News  |
| 2011 | "Maybe"             | 53                       | Nằm trong album Good News  |
| 2011 | "A Million And One" | 55                       | Nằm trong album Good News  |
| 2011 | "Mama Told Me"      | 58                       | Nằm trong album Good News  |
| 2012 | "Time"              | 52                       | Mặt B của đĩa đơn Stardust |

## MV (Video âm nhạc)
| Năm  | Tựa đề                 | Đạo diễn                            |
| ---- | ---------------------- | ----------------------------------- |
| 2010 | "Satellite"            | Frank Paul Husmann, Manfred Winkens |
| 2010 | "Touch a New Day"      | Marten Persiel                      |
| 2011 | "Taken By A Stranger"  | Wolf Gresenz                        |
| 2011 | "What A Man"           | Wolf Gresenz                        |
| 2012 | "Stardust"             | Bode Brodmüller                     |
| 2013 | "Neon (Lonely People)" | Bode Brodmüller                     |
| 2013 | Mr. Arrow Key          | Sandra Ludewig                      |
| 2015 | Traffic Lights         | Julian Ticona Cuba                  |